# Linia kolejowa Lehrte – Nordstemmen
Linia kolejowa Lehrte-Nordstemmen – dwutorowa, zelektryfikowana główna linia kolejowa w niemieckim kraju związkowym Dolna Saksonia. Łączy węzeł kolejowy Lehrte z Hildesheim i Nordstemmen, gdzie łączy się z Hannöversche Südbahn. Odcinek z Lehrte do Hildesheim otwarto w 1842 roku i jest jedną z najstarszych linii kolejowych w Niemczech. Linia ma długość 27 km i jest przystosowana do prędkości 140 km/h.